# Le Prince Balthazar Carlos à cheval
 Le Prince Balthazar Carlos à cheval  est une huile sur toile de Diego Velázquez peinte en 1635 et conservée au Musée du Prado.

## Histoire
Velázquez avait reçu une commande pour une série de portraits équestres destinés au Salon des Royaumes du palais du Buen Retiro de Madrid. La toile y fut exposée aux côtés des portraits de Philippe IV et de son épouse Isabelle. L’espace laissé libre entre ces toiles était un dessus de porte pour lequel Velázquez peignit le Prince Baltasar Carlos sur une toile de dimensions inférieures à celles de ses parents.
Des cinq portraits équestres, seuls celui-ci et celui de son père sont des œuvres entièrement de la main de Velázquez. Le prince, âgé de six ans, monte une jument vue en contre-plongée puisque la toile était destinée à être exposée dans un lieu élevé qui produisait une déformation de l’animal. La toile fut peinte avec très peu de pigments, étalés en couches quasi transparentes et appliquées directement sur la préparation blanche qui reste visible dans les montagnes.
Le prince et le cheval furent peints avant le paysage, de façon que le personnage soit nettement séparé, et qu’il se détache du fond. L’application de glacis complète la sensation de profondeur que produit l’alternance dans le paysage de bandes lumineuses et sombres.

## Description
Cette peinture offre une couleur beaucoup plus brillante que toutes les œuvres de Velázquez jusqu’à cette époque. Le prince a sur cette toile entre 5 et 6 ans. Il est dressé sur sa selle à la mode espagnole, dans une attitude noble ; la main droite est levée avec un bâton de général qui lui est dû par son rang royal. Il est vêtu d’un pourpoint tissé d’or, d’une collerette, d’une culotte vert sombre bordée d’or, de bottes également dorées, d’un chapeau à plume noir. Le plus remarquable sur la figure de l’enfant est la tête, travail extraordinaire qui indique la maîtrise du peintre. Les critiques soutiennent que celle-ci est un sommet de la peinture de tous les temps. Les tons sont pâles, le cheval est châtain et contraste avec le noir mat de l’habit militaire. Le grand chapeau de feutre noir se détache également. Selon les études radiographiques, il a été observé que c’est une version postérieure à la première idée de Velázquez modifia postérieurement, selon son habitude. Plus qu’un classique repentir, il s’agirait d’une demande de la maison du Roi.
Le cheval a un ventre démesuré si on l’observe de près, mais il faut tenir compte qu’il a été peint pour être exposé au-dessus d’une porte et donc pour être vu d’en bas avec une déformation de la perspective. Il se présente de ¾ de manière à laisser voir la tête de l’enfant. Il a une grande queue et une crinière agitée par le vent.
Le paysage de fond est classique pour Vélasquez, le ciel est un typique « ciel velázquien ». Le peintre connaissait bien les alentours du Pardo et de la montagne de Madrid. Dans ce cas le cheval est situé en hauteur de façon à laisser paraître le paysage. La montagne enneigée du fond à droite est le pic de La Malicieuse de la Sierra de Guadarrama.